# Oliver Messel
Oliver Messel, all'anagrafe Oliver Hilary Sambourne Messel, (Londra, 13 gennaio 1904 – 13 luglio 1978), è stato uno scenografo inglese, uno dei nomi più noti della scena teatrale britannica, che lavorò anche in alcuni dei film più importanti prodotti nel Regno Unito.

## Filmografia

### Costumista
- La vita privata di Don Giovanni (The Private Life of Don Juan), regia di Alexander Korda (1934)
- La primula rossa (The Scarlet Pimpernel), regia di Harold Young - costumi per Merle Oberon (1934)
- Giulietta e Romeo (Romeo and Juliet), regia di George Cukor (1936)
- Il ladro di Bagdad (The Thief of Bagdad), regia di Ludwig Berger, Michael Powell, Tim Whelan   (1940)
- Cesare e Cleopatra (Caesar and Cleopatra), regia di Gabriel Pascal - gioielli (non accreditato) (1945)
- Carnevale (Carnival), regia di Stanley Haynes (1946)
- La donna di picche (The Queen of Spades), regia di Thorold Dickinson (1949)
- Improvvisamente, l'estate scorsa (Suddenly, Last Summer), regia di Joseph L. Mankiewicz  (1959)
- The Sleeping Beauty, regia di Ross MacGibbon - costumi originali del 1946 (2008)

### Scenografo
- Giulietta e Romeo (Romeo and Juliet), regia di George Cukor - consulente artistico e arredatore (1936)
- Cesare e Cleopatra (Caesar and Cleopatra), regia di Gabriel Pascal - architetto scenografo (1945)
- On Such a Night, regia di Anthony Asquith - designer Le nozze di Figaro (1956)
- Improvvisamente, l'estate scorsa (Suddenly, Last Summer), regia di Joseph L. Mankiewicz - scenografo (1959)
- The Sleeping Beauty, regia di Ross MacGibbon - scene originali del 1946 (2008)